# 勒赛
勒赛（法語：Le Saix）是法国上阿尔卑斯省的一个市镇，位于该省西南部，属于加普区。该市镇的总面积为22.15平方公里，2009年时的人口为107人。

## 人口
勒赛人口变化图示
| 数据来源：INSEE |